# Кузнєцова Світлана Олегівна
Світла́на Оле́гівна Кузнєцо́ва (* 1975) — українська тренерка із дзюдо та самбо, майстриня спорту СРСР, заслужена працівниця фізичної культури і спорту України (2019).

## Короткі відомості
Радянська і українська борчиня дзюдо й самбо.
Чоловік — Білодід Геннадій Григорович; донька — Білодід Дар'я Геннадіївна.

## Державні нагороди
- Орден княгині Ольги III ст. (16 серпня 2021) — за значний особистий внесок у розвиток олімпійського руху, підготовку спортсменів міжнародного класу, забезпечення високих спортивних результатів національною олімпійською збірною командою України на XXXII літніх Олімпійських іграх.[2]